# Большое гнездо (театр)
Дми́тровский драмати́ческий теа́тр «Большо́е Гнездо́» — муниципальный драматический театр. Расположен в городе Дмитрове Московской области.

## История
В апреле 1961 года в Дмитрове был открыт районный Дворец культуры (в дальнейшем РДК «Созвездие»).В 1967 году в г. Дмитрове образовался самодеятельный народный театральный коллектив. Его создателем был, засл. работник культуры РСФСР Арсен Абрамович Амаспюрянц.
В 1991 году решением главы Дмитровского района театр был учрежден как Муниципальный драматический театр. Возглавили  театр директор Татьяна  Мушко и главный режиссер  Евгений Мушко. Первый свой театральный сезон в 1992 году театр открыл водевилем "Беда от нежного сердца" В.Соллогуба. Дмитровчане помнят первые работы молодой труппы: «Лекарь по неволе», «Цилиндр», «Шампанского, господа!» по Чехову, «Панночка», «Без меня, меня женили», «Загадки Турандот» и другие.
В 1995 году театр стал одним из учредителей Ассоциации муниципальных театров и является постоянным участником фестивалей этой ассоциации. 
В 2005 году на должность художественного руководителя был приглашен молодой режиссёр Дмитрий Юмашев. Актерский состав пополнился яркими молодыми талантами.
За время своего существования труппа театра добилась огромных успехов в развитии театрального искусства. Это отмечают зрители, именитые театральные деятели и критики. «Большое Гнездо» желанный гость многочисленных театральных фестивалей разного уровня. «Гран-при» в Лобне, «Гран-при» в Долгопрудном, «Специальный приз» в Мытищах, «Лучший спектакль фестиваля» в Долгопрудном, Диплом «За создание русского эпоса» — Симферополь, «За верность русской классике» в Лобне, «Лучший актерский ансамбль» в Тамбове, Энергодаре и т.д. Актеры театра завоевывают награды за ярко созданные роли, это и дипломы «За лучшую роль», «Роль второго плана», за «Впечатляющий актерский ансамбль».
Во главу своих художественных устремлений театр ставит актерский ансамбль, подлинное проникновение во внутренний мир героев, в психологию личности, стремится показать со сцены живого человека, с его искренними чувствами. В героях, образы которых создают артисты театра, в действии и конфликтах, заявленных в постановках, зрители узнают сегодняшний мир, а порой самих себя. Это говорит о том, что театр современный, идет в ногу со временем и его спектакли актуальны.
С 2019 года по распоряжению Главы Дмитровского городского округа директором театра назначена Марина Михайловна Мурашкина. Дмитровский Драматический театр, участник федерального партийного проекта "Культура малой Родины". В 2024 году театр впервые был  включен во Всероссийский гастрольно- концертный план "Большие Гастроли". Администрация театра ведет большую благотворительную работу. В настоящее время сотрудничает со многими театрами как в  РФ, так и за рубежом. 
Театр входит в реестр ведущих учреждений культуры России.

## Название
Имя театра связано с историей Дмитровского края. В 1154 году ростово-суздальский князь Юрий Долгорукий назвал город в честь родившегося сына Дмитрия, вошедшего в историю Руси под именем Всеволод Большое гнездо.

## Текущий репертуар
- «Здравствуйте, я Ваша тётя», Б.Томас
- «Малыш и Карлсон», А.Линдгрен
- «Очень простая история», М.Ладо
- «Вий», Н. В. Гоголь
- «Волшебник Изумрудного города», А. М. Волков
- «Аленький цветочек», И. Карнаухова, Л. Браусевич
- «Остров сокровищ», Р. Стивенсон
- «По щучьему велению», Е. Тараховская
- «День рождения Снегурочки», В. Илюхов
- «Про Кота в сапогах», В. Зыков
- "Ханума", (А.Цагарели)
- "Невеста из Имеретии" В.Константинов
- "Скамейка" А.Гельман
- "Экспонат для ее Величества" В.Ольшанский
- " Лампа Аладдина" М.Нпряхин
- "Приключение Сыроежки и ее друзей" В.Зимин
- "Последняя любовь Императрицы" А.Н.Толстой
- "Номер 13" Р.Куни
- "Женитьба Бальзаминова" А.Н. Островский
- "Рыцарские страсти" В.Крсногоров
- "Золушка" Е.Шварц
- "Саня,Ваня с ними Римас" В.Гуркин
- "Необычайное путешествие в страну У" С.Михалков
- "Анна Каренина" Л.Н.Толстой
- "Кошкин дом" С.Маршак
- "Случай на большой дороге" А.П.Чехов

## Труппа
- Директор театра - Мурашкина Марина Михайловна
- Шишков Роман - ведущий мастер сцены
- Романова Екатерина - ведущий мастер сцены
- Салямова Ольга - ведущий мастер сцены
- Вавилонская Мария - ведущий мастер сцены
- Исаева Татьяна
- Исаева Елена
- Шилова Наталья
- Владимир Котик
- Хаустов Олег
- Хаустова Екатерина
- Лысенко Дмитрий
- Бароян Диана
- Бондарева Ульяна
- Погарский Денис
- Алекса Григорий
- Алекса(Пономарева) Кристина
- Астахов Семен
- Константинова Татьяна
- Чевьюк Иван
- Улин Максим